# Samson (film, 1961)
Pour les articles homonymes, voir Samson.
Pour plus de détails, voir Fiche technique et Distribution.
Samson est un film polonais réalisé par Andrzej Wajda, sorti en 1961.
C'est l'adaptation du roman du même nom de Kazimierz Brandys publié en 1948.

## Synopsis
Jakub Gold va en prison puis dans le ghetto.

## Fiche technique
- Titre français : Samson
- Réalisation : Andrzej Wajda, assisté d'Andrzej Zulawski
- Scénario : Andrzej Wajda et Kazimierz Brandys
- Pays d'origine : Pologne
- Format : Noir et blanc - 35 mm - 2,35:1 - Mono
- Genre : drame, guerre, romance
- Durée : 117 minutes
- Date de sortie : 1961

## Distribution
- Serge Merlin : Jakub Gold
- Alina Janowska : Lucyna
- Elzbieta Kepinska : Kazia, la nièce de Malina
- Jan Ciecierski : Józef Malina
- Tadeusz Bartosik : Pankrat
- Wladyslaw Kowalski : Fialka
- Irena Netto : la mère de Jakub
- Beata Tyszkiewicz : Stasia
- Jan Ibel : Genio
- Bogumil Antczak : prisonnier
- Edmund Fetting : invité à la fête de Lucyna
- Roland Glowacki : invité à la fête de Lucyna
- Andrzej Herder : officier de la Gestapo
- Zygmunt Hübner : officier de la Gestapo
- Zofia Jamry : la femme faisant chanter Malina